# شر نبین
شر نبین (انگلیسی: See No Evil) فیلمی در ژانر ترسناک به کارگردانی گرگوری دارک است که در سال ۲۰۰۶ منتشر شد. از بازیگران آن می‌توان به کین و کریستینا ویدال اشاره کرد.